# Targeting
Targeting – koncepcja, przejawiająca się w polityce przemysłowej, polegająca na typowaniu pewnych dziedzin lub przedsięwzięć, którym na zasadzie selektywnej i często dyskryminacyjnej dla pozostałych, przyznawane są rządowe priorytety. Priorytety stosowane polityce przemysłowej to: priorytet podmiotowy (przedsiębiorstwo), przedmiotowy (produkt, grupa produktów), regionalny, własnościowy (forma własności), technologiczny, rynkowy (rynek w sensie demograficznym i geograficznym) oraz priorytet kierunku produkcji (sprzedaż w kraju, eksport).
Motywy targetingu wypływać mogą z przesłanek rynkowych (chęć podniesienia konkurencyjności, reakcja na selektywne interwencje podjęte przez rządy innych państw) lub pozarynkowych.
Stosowanie systemu preferencji rozwojowych dla wybranych dziedzin produkcji przemysłowej powinno opierać się na kryteriach zarówno ekonomicznych, jak i pozaekonomicznych, za pomocą których dokonuje się wyboru. Do najczęściej stosowanych w celu określenie preferencji ekonomicznych kryteriów należą:
- wysoka opłacalność niektórych dziedzin (high value added sectors)
- znaczenie poszczególnych kierunków rozwoju dla postępu technicznego
- znaczenie poszczególnych dziedzin dla konkurencyjności danego kraju na rynku światowym